# 무함메드 타파르
에부 쉬자 그야쉬드뒨야 뷋딘 무함메드 타파르 이븐 멜리크샤(튀르키예어: Ebû Şücâ’ Gıyâsü’d-dünyâ ve’d-dîn Muhammed Tapar b. Melikşah, 아랍어·페르시아어: أبو شجاع غياث الدنيا والدين محمّد تبر بنملكشاه Abū Shujāʿ Ghiyāth al-Dunyā wa ’l-Dīn Muḥammad Tapar b. Malik-Shāh[*]; 1082년 1월 21일 ~ 1118년 4월 18일)은 셀주크 제국의 7번째 술탄이다. 그의 튀르크식 이름 타파르(튀르키예어: Tapar)는 ‘추구하는 사람’을 의미한다.

## 생애
무함메드 타파르는 1082년 1월 21일, 멜리크샤 1세와 그의 첩, 타젯딘 세페리예 하툰의 사이에서 태어났다. 멜리크샤 1세가 바그다드에서 죽음을 맞이할 당시, 무함메드 타파르 역시 그의 곁에 있었던 것으로 보인다. 멜리크샤가 죽은 뒤에는 의붓어머니인 테르켄 하툰과 함께 이스파한으로 갔다. 그러나 타파르의 친어머니인 세페리예 하툰은 형인 베르크야루크와 함께 있었기에, 곧 이스파한에서 도주하여 베르크야루크의 군대에 합류했다.
| 말리크샤 2세 | 제7대 셀주크 제국의 술탄 1105년 ~ 1118년 | 아흐메드 센제르 |

## 참고 문헌
1. ↑  Bosworth, C.E. (1993). 〈Muḥammad b. Malik-S̲h̲āh〉. 《Encyclopaedia of Islam》 7 2판. Koninklijke Brill. 408쪽. doi:10.1163/1573-3912_islam_SIM_5362.
2. ↑  Özaydın, Abdülkerim (2005). “Muhammed Tapar”. 《TDV İslâm Ansiklopedisi》. 2019년 6월 16일에 확인함.